# Manuela Ímaz
Manuela Ímaz, właśc. Manuela Eugenia Ímaz Olguín (ur. 14 czerwca 1979 w Chilpancingo, Meksyk) – meksykańska aktorka.

## Filmografia
- 2009 - Zaklęta miłość jako Katia Alanis
- 2007 – Do diabła z przystojniakami jako Marisella
- 2004 – Serce z kamienia
- 2004 – Corazones al límite jako Isadora Moret Rivadeneira
- 2002–2003 – Ścieżki miłości jako Rosaura Fernández López
- 2001 – Przyjaciółki i rywalki jako Tamara de la Colina
- 1998–1999 – Camila